# Margarinotus ednae
Margarinotus ednae är en skalbaggsart som först beskrevs av Carnochan 1915.  Margarinotus ednae ingår i släktet Margarinotus och familjen stumpbaggar. Inga underarter finns listade i Catalogue of Life.